# コミックボンボン

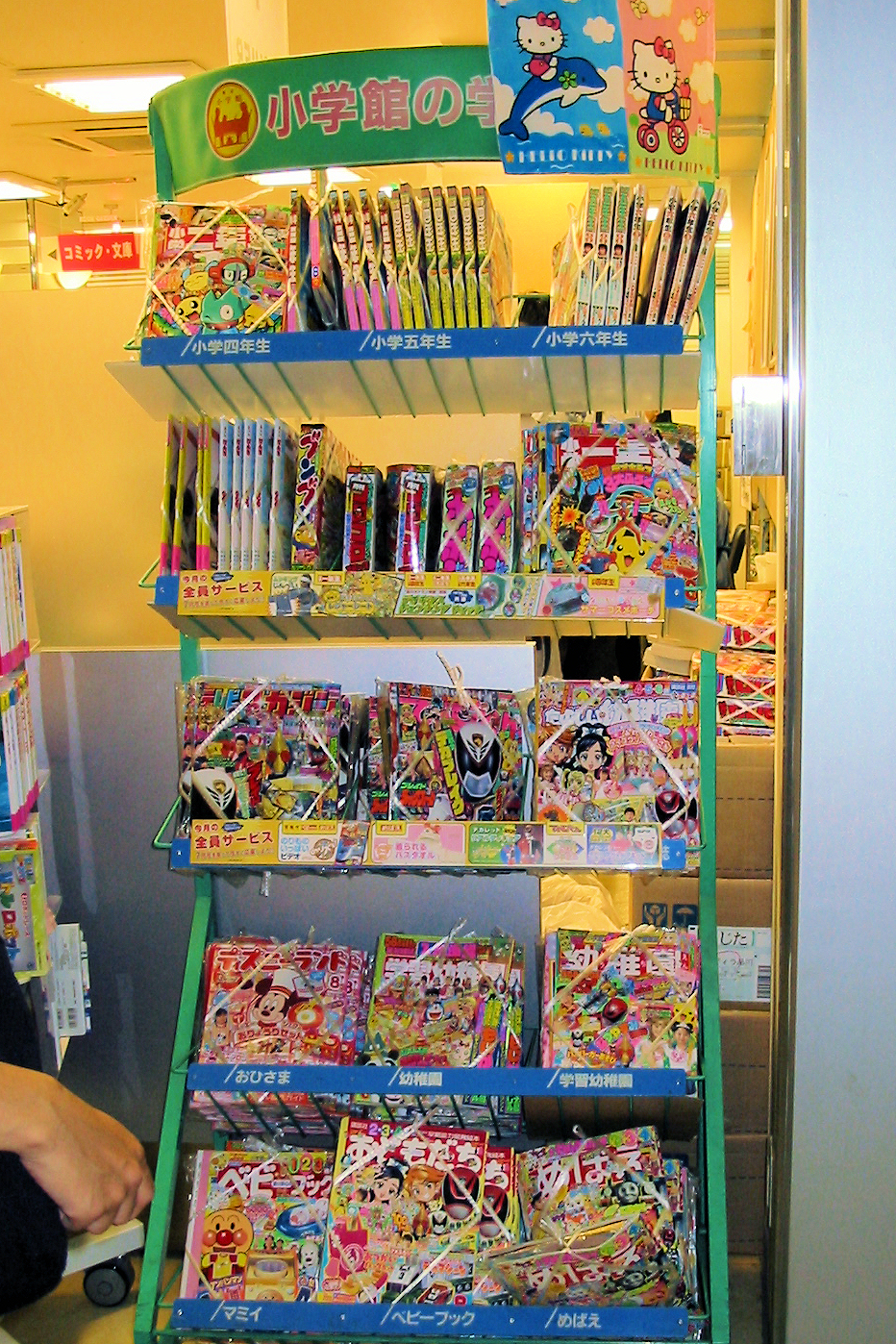
『コミックボンボン』が並ぶ売場（上から2段目（下から4段目）の中央。『月刊コロコロコミック』と隣り合わせになっている。2004年撮影）

『コミックボンボン』は、かつて講談社が発行していた日本の月刊児童漫画雑誌。1981年（昭和56年）10月15日創刊、2007年（平成19年）11月15日廃刊（休刊）。略称は「ボンボン」。480円。毎月15日発売。単行本（ボンボンコミックス）として販売されているほか、『ボンボンアーカイブ』にて電子書籍が配信されている。
2017年（平成29年）7月末からWEB版の刊行が行われている。

## 歴史

### 創刊時
『月刊コロコロコミック』（小学館）に対抗する形で企画され、1981年10月15日に創刊した。2か月後に2号を発刊し、その後月刊化される。ホビー漫画・お色気漫画（パンチラが中心）・ギャグ漫画、そして『機動戦士ガンダム』を中心に据える。当初は『スパットマンX』をアニメ化させる約束をジョージ秋山と結んでおり、旭通信社（後のADKホールディングス、ADKエモーションズ）とアニメ化の締結まで至ったが実現はしなかった。

### ガンプラブームからの発展
1981年後半、ガンプラブームが小学生以下にも火がつき始めたのに注目し、本誌でもガンプラをメインに扱う特集を組むようになる。プラモで戦う『プラモ狂四郎』や既存商品の改造テクニックなどと連動した結果、一大ガンプラブームを巻き起こし、のちにパーフェクトガンダムを始めとした本誌からの発信が元となったガンプラが登場するなど、大きな影響を与えた。MSVの発展にも大きく貢献し、ガンダムの資料としての価値もあるといわれ、『エースパイロット列伝』は特に評価されている。以後本誌はガンダムと密接なつながりを持つようになった。ガンダム以後、影響を受けたリアルロボットアニメが多数作られた中、『太陽の牙ダグラム』『装甲騎兵ボトムズ』も本誌に漫画版が連載され、プラモデルも『狂四郎』や特集記事に登場している。幼年向け漫画雑誌としては、これら模型関係の記事が長らく組まれていたことも特徴である。
1984年頃からのファミコンブームでは、『ファミコン風雲児』『ファミ拳リュウ』を連載。シールブームでは、コロコロの『ビックリマン』シールに、『ビックリマン』シールの情報を載せつつ『レスラー軍団』シール、『秘伝忍法帖』シールなどで対抗した。
その後も『トランスフォーマー』『SDガンダム』『ロックマン』『スーパーマリオ』『ゴジラ』などの人気作品を題材とした特集や漫画を連載し、小学生の間にブームを巻き起こした。また、オリジナル漫画に関しても良作を多く輩出、特に『SDガンダム BB戦士』シリーズでの『武者七人衆編』後半や、『地上最強編』などの時期の“武者ガンダム”のブレイク時である1991年から3年間は、部数で『コロコロ』を追い抜いた。
この時期のいずれか数年程度を本誌の黄金期とする読者は多い。具体的にどの年とするかは世代によって分かれるが、「MSVのメディアミックスが行われていた創刊当初」「SDガンダムブームで部数がもっとも多かったと言われる1980年代末期から1990年代前半」「『温泉ガッパドンバ カパランテ伝説』などの対象年齢高めの漫画、『新世紀エヴァンゲリオン』やアメコミ（『ミュータント・タートルズ』、『X-MEN』など）の漫画やフィギュアの記事などマニアックな題材を扱っていた1990年代中盤」などが挙げられる。

### ポケモンブーム以後
1990年代半ば以降、ライバル誌の『コロコロ』は『ポケットモンスター』発売当初からタイアップを打ち出しブームの一因を担い、1996年に発行部数を前年から倍増させた。その他にも『ミニ四駆』『ビーダマン』『ハイパーヨーヨー』『ベイブレード』『デュエル・マスターズ』『昆虫王者ムシキング』など、強力なタイアップを続ける『コロコロ』に発行部数で大きく差をつけられた。加えて、本誌で長年展開していた『ロックマンシリーズ』も、『エグゼシリーズ』以降は『コロコロ』とタイアップするようになった。この移籍の理由を当時編集長だった池田は、「アニメのスポンサー料を渋ってロックマンを手放したミス」と語っている。
なお、任天堂は当初ポケットモンスターのタイアップをコミックボンボンに打診したが、当時はまだ無名であった新規コンテンツとのタイアップにボンボン含め何処も消極的であり断ったため、任天堂はライバルであるコロコロコミックに話を持ちかけ提携が成功したという経緯がある。
コロコロでのポケモンのタイアップ開始以降本誌も負けじとタイアップ路線を取り、『ビーストウォーズ 超生命体トランスフォーマー』『メダロット』『ロボットポンコッツ』『クラッシュギア』『大貝獣物語 THE MIRACLE OF THE ZONE』『真・女神転生デビルチルドレン』など一定の成功を収めたものもあるが、多くは惨敗に近い結果に終わった。『デラックスボンボン』などの増刊も、1990年代後半頃には全て廃刊した。
1990年代後半には、『王ドロボウJING』『おきらく忍伝ハンゾー』『ロックマンX』など、本来の読者層だけでなく高年齢層にも支持が高かった漫画が連載されていたが、編集長の交代（97年、米田浩二郎→池田新八郎の復帰）によって全て打ち切られ、打ち切りに対する読者の不満投書が殺到した『JING』は間をおいて『月刊マガジンZ』へ移籍した。
池田は当時のこうした連載作品の入れ替えについて「雑誌そのものや本来の読者層に影響を与えかねないマニアックな要素を削るために取った方針」と話している。
また、一説では人気がなくなったのではなく、作者を冷遇したことで離反を招いたとも言われている。しかし、上記のように成功したタイアップ漫画などもあり、『メダロット』『真・女神転生デビルチルドレン』『サイボーグクロちゃん』が流行を築いた2000年前後こそ黄金期とする年代層も存在する。

### 大幅なリニューアル
2006年1月号から誌面が大判化され、同時に誌面の刷新と連載陣の大幅リニューアルが決行された。ホビー関係の記事を縮小し、講談社他誌からの作家が増加した。
さらに、同年7月号からはロゴマークが変更され、同時に単行本（コミックスボンボン）の背表紙についていたマスコットキャラの"Bゴン"も"爆弾マーク"に変更された。ただし、一部リニューアル以前から続く作品の単行本や、以前のものと装丁を合わせた『海の大陸NOA』3巻などでは継続してBゴンが用いられた。
増刊に関しては、2006年9月29日にファンタジー専門の『アブラカダブラ』と、2006年10月5日に以前にも発刊していたガンダム専門の『ガンダムマガジン』の2冊を10年ぶりに『ボンボン』増刊として発刊した。
しかし、リニューアル後も部数は伸びず、発行部数は10万部から5万部まで半減した。その後、『デルトラ・クエスト』のヒットにより多少勢いを取り戻し、2007年には同作とテレビアニメ第5シリーズが始まった『ゲゲゲの鬼太郎』を大きくプッシュした。『SDガンダム』は人気が下降し、『武者番長風雲録』『SDガンダム三国伝』の扱いは前記2作品よりも低いという見方もある。また、読み切りや新連載、『トランスフォーマー ギャラクシーフォース』などのようにアニメ人気があったのにもかかわらず打ち切りとなるような作品も増えた。雑誌自体の分厚さは当初は大判前より薄いものだったが、紙質の変更と前述の読み切り掲載などにより次第に『月刊少年ガンガン』や『デラックスボンボン』並みの厚さとなった。

### 休刊の発表と休刊後
2007年6月下旬、いしかわじゅんがmixiおよび自身のウェブサイトの日記で本誌の休刊を示唆する発言をした。公式な情報でないにもかかわらずニュースサイトや匿名掲示板などで情報が流れ、大きな騒ぎとなった。そして、部数低迷のため同年11月15日発売の12月号をもって休刊することが、同年7月17日に講談社より正式に発表されるに至り、同年11月号の『ボンボン』本誌でも休刊を告知した。最終号となる12月号で連載されていた漫画のほとんどが終了し、『デルトラ・クエスト』などの一部の未完作品の受け皿として『テレビマガジン』の増刊となる漫画誌『テレまんがヒーローズ』を2008年3月15日に発刊、同誌で連載したことのある作家陣もいくらか参加した。また、単行本『ボンボンコミックス』は2009年頃まで引き続き販売された。
『ボンボン』の休刊と合わせ、講談社は中学生向け少年漫画誌『月刊少年ライバル』の2008年春の創刊を発表したが、『ボンボン』のコンセプトとは異なり、『ライバル』の編集長はボンボンの後継誌であることを否定している。
本誌に『爆笑戦士! SDガンダム』などを連載しつつも諸事情から編集部側とは敵対していた佐藤元は、休刊発表と同日に自身のブログでいくつかの苦言に織り交ぜて、編集側のやり方に関する非難とともに無念の意を露にしていた。
休刊から数年後、復刊ドットコムの手で『ボンボン』作品が復刊されるケースが増えてきている。この影響を受けてか、講談社サイドでも2012年から『復活ボンボンシリーズ』と銘打ち、直々に『サイボーグクロちゃん』や『真・女神転生デビルチルドレン』などが復刊されている。
2024年、『化け猫あんずちゃん』がアニメ映画化された。

### インターネットテレビ
2015年（平成27年）7月31日、YouTube内にてネット番組『ボンボンTV』のタイトルで復活することが発表され、同日開局した。制作協力に芸能プロダクションのUUUMが担当する。2015年10月15日には児童向けYouTubeチャンネル『キッズボンボン』を開局している。いわゆるYouTuber活動を主体に、ほぼ毎日更新を行っている。
同チャンネルでは、講談社作品が原作となっている一部のアニメ作品の掲載も行っている。
2019年5月には超巨大ペヤングを579人で完食した企画がギネス世界記録に認定されている。

### WEB連載としての再開
2017年（平成29年）7月21日にpixivコミック内で、『ボンボン』で掲載されていた漫画の再連載を開始することが報道された。また再連載の他、『今日のこねこのチー』や『くつだる。』などの新作も掲載を行う。ボンボンTVとの連携で、それらに関する活動漫画（ボンボンTVのユーチューバーな日常、他）も掲載される。更新日は毎週金曜日。
これに合わせてyoutubeにて、『サイボーグクロちゃん』と『くつだる。』のアニメ版が期間限定で全話公開された。

## 復活ボンボンシリーズ
廃刊から数年後、連載されていた作品を新装版として復刊したものである。書き下ろしや修正ページなども多い。復刊の告知についてはTwitterでの専用アカウントから報告される。制作は講談社の子会社である講談社コミッククリエイトが主導となっている。2021年9月1日に講談社が引き継ぐ形で継続している。
2017年7月には「コミクリ！」内で特設コーナーが開設されている。「コミクリ！」内のコーナーとしては刊行書籍紹介、試し読み（期間限定無料開放あり）、作者インタビューの「突撃ボンボン」（漫画：坂本憲司郎、インタビュアー：坂本憲司郎、K田（復活ボンボン担当）、藤異秀明）、広告漫画「復活ボンボンの煩子ちゃん」（漫画：むっく）が存在する。後にコミックプラス内の企画「今日の思い出」に関連する形で、当時の読者だった現在の作家にインタビューした「思い出ボンボン」の掲載が始まる。
2022年からは電子書籍のみで展開する「コミックボンボンアーカイブ」が始動した。
- 横内なおき
  - 復活!サイボーグクロちゃん ガトリングセレクション
  - 復活!サイボーグクロちゃん ガトリングセレクション リローデッド
  - 新装版 サイボーグクロちゃん - 全6巻
  - 新装版 ウッディケーン - 上下巻
- 作画：やまと虹一、原作：クラフト団（キャラクターデザイン原案：大河原邦男、横井孝二）
  - 新装版 SD武者ガンダム風雲録 武者七人衆編+風林火山編 - 『SD戦国伝 武者七人衆編』と『SD戦国伝 風林火山編』を一つの単行本にまとめたもの。
  - 新装版 SD武者ガンダム風雲録 天下統一編+地上最強編 - 『SD戦国伝 天下統一編』と『新SD戦国伝 地上最強編』を一つの単行本にまとめたもの。
  - 新装版 SD武者ガンダム風雲録 伝説の大将軍編
  - 新装版 超戦士ガンダム野郎（メカデザイン原案：大河原邦男）
- 藤異秀明
  - 新装版 真・女神転生 デビルチルドレン - 全3巻（監修：ATLUS）
  - 新装版 UMA大戦 ククルとナギ - 全3巻
- ほるまりん
  - 新装版 メダロット ヒカル編 - 漫画版『メダロット』の1巻から3巻を一冊にまとめたもの。
  - 新装版 メダロット イッキ編 - 全4巻
  - 新装版 メダロット コイシマル編 - 上下巻
- 帯ひろ志
  - 新装版 がんばれゴエモンゆき姫救出絵巻
- 池原しげと
  - 新装版 ロックマン ロックマン 1＆2編
- 原作：下田淳&レッド・エンタテインメント、作画：タモリはタル
  - 新装版 ロボットポンコッツ グレイテスト編 - 上下巻
  - 新装版 ロボットポンコッツ スペシャリスト編 - 上下巻
- 作画：ほしの竜一（原作：矢立肇・富野由悠季、協力：バンダイカード事業部、キャラクターデザイン原案：横井孝二）
  - 新装版 SDガンダム外伝 騎士ガンダム物語 - 全9巻
  - 新装版 SDガンダム外伝 騎士ガンダム 機甲神伝説 - 上下巻
  - 新装版 SDガンダム外伝 騎士ガンダム 魔龍ゼロの騎士伝
  - 新装版 SDガンダム外伝 騎士ガンダム 黄金神話 - 上下巻
  - 新装版 SDガンダム外伝 騎士ガンダム 鎧闘神戦記
  - 新装版 SDガンダム聖伝 - 上下巻
  - 新装版 SDガンダム列伝 ガンダム騎士団-パワーズ-
- 作画：神田正宏、原作：クラフト団（キャラクターデザイン原案：大河原邦男、横井孝二）
  - 新装版 新武者ガンダム 七人の超将軍
  - 新装版 新武者ガンダム 超機動大将軍 - 上下巻
  - 新装版 超武者ガンダム 武神輝羅鋼
  - 新装版 超武者ガンダム 刕覇大将軍
  - 新装版 新武者ガンダム 天星七人衆
  - 新装版 新武者ガンダム ムシャ戦記 光の変幻編
  - 新装版 SDガンダム ムシャジェネレーション
- 作画：一式まさと、原作：矢立肇・富野由悠季（武者ガンダムシリーズ企画原案：やまと虹一、安井ひさし）
  - 新装版 SD頑駄無 武者○伝
  - 新装版 SD頑駄無 武者○伝2
  - 新装版 SD頑駄無 武者○伝III - 上下巻
  - 新装版 SDガンダムフォース絵巻 武者烈伝 武化舞可編 - 上下巻
- 作画：あずま勇輝（Layup）、原作：矢立肇・富野由悠季
  - 新装版 SDガンダムフルカラー劇場 - 春やすみ、夏やすみ、冬やすみ
- 作画：ときた洸一、原作：矢立肇・富野由悠季
  - 新・新装版 機動戦士ガンダム 逆襲のシャア
  - 新装版 SDガンダム三国伝
- じゅきあきら・T・
  - 海の大陸NOA - 上下巻

## 連載漫画の特徴
ライバル誌の『コロコロ』同様にゲームメーカーや玩具メーカーとのタイアップ作品が多かったが、刊行末期は少なくなっていった。
雑誌の方針としては児童・幼年向けを対象としているが、「プラモの改造などの少々マニアックなもの」「暴力的な要素が強いもの」「哲学的なもの」「お色気要素の強いもの」など濃い内容かつインパクトが強めといった対象年齢が高めの漫画が載せられることもあり、その特殊性も読者に広く知れわたっている。想定読者年齢より背伸びした（あるいは、ませた）物の中でも少し極端な物でもあったため、「ボンボンを読むとオタク趣味に走るようになる」といった俗説が流布することもあった。
最終回を含んだ単行本が出されていない場合が多い。また、未単行本化作品もいくつかある。発刊される単行本についても冊数が少ない。そのため、単行本自体の入手が困難な場合があり、復刊が望まれ、2010年代からは講談社により「復活ボンボンシリーズ」としていくつかの作品が復刊されている。それ以前にも、一部に復刊ドットコムの協力で復刊されたものもある。当然、それらはほかの雑誌にも言えることであるが、『ボンボン』の場合は「営業部側の売上の見込み判断」によるものだという。中には『おれのサーキット』のように連載後30年以上経った作品でも復刊にあたり、加筆修正されたものもある。『海の大陸NOA』や『ロックマンX』などが打ち切り・放置されたり、また『トップス』が「第1部完・次々号より再開」と予告をしておきながら結局再開されないまま、といったケースがある。

## ガンダムシリーズとの関わり
上記のとおりガンダムシリーズと関わりがあり、本誌がガンダムシリーズに影響を与えた要素がいくつかある。たとえばフルアーマーガンダムは元々『プラモ狂四郎』に登場したパーフェクトガンダムをリファインしたものである。「モビルスーツバリエーション」についても参照。SDガンダムについても、SDガンダムを中心としたMSV「SDV」を展開し、SDガンダムを一つの「キャラクター」として認知させ独自の路線を築いた。
また、「MSV90」や「エースパイロット列伝」などの本誌掲載特集は別の書籍でまとめられることが少ないため、それらの情報を閲覧するにはその特集が書かれた月のボンボンを参照するしかない。アニメのコミカライズも『機動戦士Ζガンダム』から『機動戦士ガンダムSEED DESTINY』まで、『機動戦士ガンダム 第08MS小隊』を除くすべての作品で行われていた。
しかし、『ガンダムエース』（角川書店）の創刊以降は完全なガンダム専門誌である同誌に押され、『機動戦士ガンダムSEED』以降は完全に主導権を奪われている。

## その他
CS放送では、専門番組として『ボンボンチャンネル』が放送されていたこともあった。
また、創刊25周年として『チャンネル北野eX』（フジテレビ721）では特集も組まれ、2006年8月31日から2006年9月6日まで放送された。ほか、『CONTINUE』36 - 37号では元編集長の池田新八郎が、同誌38号ではほしの竜一が、同誌40号はやまと虹一がインタビューに応じている。

## pixivコミック内以降の連載作品
再掲載は斜体で記述
- サイボーグクロちゃん
- SDガンダム外伝　騎士ガンダム物語
- SDガンダム外伝 特別版 騎士ガンダム物語
- SD武者ガンダム風雲録
- へろへろくん
- 王ドロボウJING　（新装版）
- KING OF BANDIT JING （※マガジンZ掲載）
- はじめしゃちょーのユーチューバーな日常　（漫画：桂シリマル）
- ボンボンTVのユーチューバーな日常　（漫画：桂シリマル）
- 今日のこねこのチー　（漫画：夏目きのこ、原作：こなみかなた）
- あるあるネタがいっぱい！イマドキ妖怪くつだる。　（ゴトウマサフミ）
- ハチ子とご主人様　（水井麻紀子）

## 廃刊時点での漫画作品
- （1997年11月号から）『SDガンダムフルカラー劇場』：あずま勇輝※休刊後、テレビマガジン増刊「テレまんがヒーローズ」に移籍。
- （2003年1月号から）『ドクターマリオくん』：あおきけい&みかまる
- （2005年11月号から）『デルトラ・クエスト』 原作：エミリー・ロッダ、作画：にわのまこと※休刊後、テレビマガジン増刊「テレまんがヒーローズ」に移籍。
- （2006年1月号から）『おジャ魔神 山田くん!!』：ダイナミック太郎
- （2006年4月号から）『天使のフライパン』：小川悦司
- （2006年6月号から）『ろぼおっ!』：小田太郎
- （2006年8月号から）『突撃チキン!』：坂本憲司郎
- （2006年11月号から）『機動戦士ガンダムALIVE』 シナリオ構成：皆川ゆか、作画：高山瑞穂※休刊後、テレビマガジン増刊『テレまんがヒーローズ』に移籍。
- （2006年12月号から）『ホタルナ妖』：松本零士
- （2007年1月号から）『とびだせ!!ターパン』：やまにのぼる
- （2007年2月号から）『友まっしぐら』 原作：七三太朗、漫画：飛永宏之
- （2007年4月号から）『ゲゲゲの鬼太郎 妖怪千物語』原作：水木しげる、漫画：ほしの竜一※休刊後、テレビマガジン増刊「テレまんがヒーローズ」に移籍。
- （2007年5月号から）『小鐵伝!!』：岩本ゆきお
- （2007年7月号から）『SDガンダム三国伝』：ときた洸一

## コミックボンボンの漫画作品

### 1980年代
- 1981年11月号 - 1982年10月号：『スパットマンX』（途中から『パットマスターX』に改題）：ジョージ秋山
- 1981年11月号 - 1985年9月号：『レッツゴー!しゅんちゃん』：坂本しゅうじ
- 1981年11月号 - 1983年6月号：『ひみつ司令0059』：成井紀郎
- 1981年11月号 - 1983年6月号：『リトルフィッシャーマン』：蛭田充（原案・二階堂旭）
- 1981年11月号 - 1984年7月号：『スープーマン』：原作・永井豪、作画・はまだよしみ
- 1981年11月号 - 1983年4月号：『太陽の牙ダグラム』：森藤よしひろ
- 1981年11月号 - 1983年7月号：『ムサシと小次郎』：服部かずみ
- 1981年11月号 - 1982年3月号：『シャッターNo.1』：池原しげと
- 1981年11月号 - 1982年8月号：『はてさてナンダー』：とや邦行
- 1981年11月号 - 1982年7月号：『マキとキャル』：望月祐一
- 1981年11月号 - 1982年6月号：『星のピートン』：三浦みつる
- 1981年11月号 - 1984年6月号：『ほえろ!闘志』：井上コオ
- 1981年11月号 - 1982年1月号：『どんドコどん』：山根あかおに
- 1981年11月号 - 1982年1月号：『ホップステップチャンプ』：細井雄二
- 1981年11月号 - 1982年4月号：『バクちゃん』：こんどう洋介
- 1981年11月号 - 1982年8月号：『コスモそるじゃあ』：山口博史
- 1981年11月号 - 1982年4月号：『コンビニ園長』：槙村ただし
- 1982年1月号 - 3月号：『ハクリキ先生』：青木めだか
- 1982年2月号 - 1986年11月号：『プラモ狂四郎』：原作・クラフト団、作画・やまと虹一
- 1982年3月号 - 6月号：『スーパーにゃん』：永井豪&ダイナミックプロ
- 1982年4月号 - 9月号：『少年00X 隼のケン』：原作・鳥海尽三、作画・青木めだか
- 1982年4月号 - 10月号：『ぽこめん先生』：えびはら武司
- 1982年6月号 - 9月号：『伝説巨神イデオン』：池原しげと
- 1982年7月号 - 9月号：『学園仕置き 風』：原作・武石正道、作画・中島昌利
- 1982年7月号 - 1983年4月号：『がきメカファイ太』：槇村ただし
- 1982年8月号 - 1984年5月号：『ベムベムハンター』（途中から『ベムベムハンターこてんぐテン丸』に改題）：かぶと虫太郎
- 1982年9月号 - 1983年9月号：『かみなり殿下』：柴山みのる
- 1982年9月号 - 1984年12月号：『とことんボーイ』：沼よしのぶ
- 1982年9月号 - 1986年2月号：『おれのサーキット』：山口博史
- 1982年11月号 - 1984年8月号：『モデルガン戦隊』：原作・安井尚志&高橋昌也、作画・宮田淳一
- 1982年12月号 - 1983年4月号：『クラッシャージョウ』：このま和歩&計奈恵
- 1983年2月号 - 1984年2月号：『聖戦士ダンバイン』：池原しげと
- 1983年5月号 - 8月号：『ビバ!ギューちゃん先生』：キド・タモツ
- 1983年5月号 - 12月号：『ゲームパイロット虎』：槇村ただし
- 1983年5月号 - 1984年4月号：『装甲騎兵ボトムズ』：のなかみのる
- 1983年5月号 - 1984年6月号：『宇宙怪人ワルダ9』：福永ヒロ
- 1983年7月号 - 11月号：『むしむしリーゼント』：緑野銀星
- 1983年8月号 - 1984年3月号：『MAXファイター』：国友やすゆき（原作：武石正道）
- 1983年10月号 - 1984年10月号：『銀河漂流バイファム』：すがい優
- 1984年1月号 - 9月号：『ジュン』：原作・風薫、作画・本山一城
- 1984年1月号 - 1985年7月号：『なにがなんでもわたるくん』：川三番地
- 1984年3月号 - 1985年3月号：『重戦機エルガイム』：池原しげと
- 1984年4月号 - 10月号：『巨神ゴーグ』：清水緑（現：清水としみつ）
- 1984年4月号 - 1985年1月号：『特撮大作戦 ザ・トクサツマン』：国友やすゆき（原作：クラフト団）
- 1984年5月号 - 1986年2月号：『ロボロボカンパニー』：佐藤元
- 1984年5月号 - 1990年10月号：『やっぱ!アホーガンよ』：柴山みのる
- 1984年6月号 - 1987年3月号：『ラジコンキッド』：原作・神保史郎、作画・のなかみのる
- 1984年7月号 - 11月号：『超天使（エンジェルマン）ムサシ』：河合一慶
- 1984年8月号 - 1986年10月号：『はじけて!ザック』：井上大助
- 1984年10月号 - 1986年1月号：『エースキッカー豪』：細井雄二
- 1984年11月号 - 1985年2月号：『機動戦士ガンダムMS戦記』：富野由悠季（原作）、近藤和久
- 1984年11月号 - 1985年4月号：『機甲界ガリアン』：すがい優
- 1984年11月号 - 1985年4月号：『超力ロボ ガラット』：笑夢ジェイ
- 1984年12月号 - 1985年5月号：『ほとんど!セーラ』：原作・石川賢、作画・考幸
- 1985年1月号 - 9月号：『めだて!アニマルズ』：沼よしのぶ
- 1985年3月号 - 7月号：『トラブル童児』：堂上まさ志
- 1985年3月号 - 1986年2月号：『機動戦士Ζガンダム』：富野由悠季（原作）、近藤和久
- 1985年4月号 - 6月号：『くるくるパニックすみれちゃん』：坂本しゅうじ
- 1985年4月号 - 1986年1月号：『コンポラキッド』：もとはしまさひで
- 1985年5月号 - 8月号：『かっとび!アニメ丸』：原作・高橋良輔、作画・金山明博
- 1985年6月号 - 1987年11月号：『ファミコン風雲児』：池原しげと
- 1985年7月号 - 12月号：『こちらロボ番地!』：ときた洸一
- 1985年7月号 - 1986年1月号：『コスモキッカー出ました!特急ビン』：夏見寛
- 1985年8月号 - 10月号：『翔んで!ラリー』：増田ジュン（笑夢ジェイ）
- 1985年8月号 - 1987年10月号：『ファミコン必笑ど〜じょ〜』：佐藤元
- 1985年9月号 - 1988年3月号：『ファミ拳リュウ』：ほしの竜一
- 1985年10月号 - 1987年9月号：『最新版 ゲゲゲの鬼太郎』：原作・水木しげる、作画・水木プロ作品
- 1986年3月号 - 5月号：『笑撃放送!スタジオ8686』：佐藤元
- 1986年3月号 - 8月号：『熱風の拳』（連載版）：上田久治
- 1986年3月号 - 10月号：『おまたせトラジャ一家』：いしわた周一
- 1986年3月号 - 1987年2月号：『機動戦士ガンダムΖΖ』：村上としや
- 1986年9月号 - 1987年2月号：『地上最強のエキスパートチーム G.I.ジョー』：上田久治
- 1986年9月号 - 1988年12月号：『ニンジャじゃ阿仁丸』：神矢みのる
- 1986年9月号 - 1988年12月号：『やったれっ!フー太ブー太』：さいわい徹
- 1986年10月号 - 1987年3月号：『ドテラマン』：シュガー佐藤
- 1986年11月号 - 1988年12月号：『少年探偵ジュンの事件簿』：細井雄二
- 1986年12月号 - 1987年4月号：『6年おじさん組だぞ』（連載版）：ぼおりゅうりき
- 1987年1月号 - 1988年2月号：『新プラモ狂四郎』やすい尚志、やまと虹一
- 1987年3月号 - 9月号：『機甲戦記ドラグナー』：神田正宏
- 1987年3月号 - 9月号：『キヨマー』：峰岸とおる（原案・セニョール山手）
- 1987年3月号 - 1990年11月号：『爆笑戦士! SDガンダム』：佐藤元
- 1987年4月号 - 5月号：『ミス!ポリス』：シュガー佐藤
- 1987年4月号 - 12月号：『おもいっきり探偵団 覇悪怒組』：原作・石ノ森章太郎、作画・いしわた周一
- 1987年4月号 - 12月号：『ラジコンチャンプ』：みやぞえ郁雄（原案協力・山口博史）
- 1987年5月号 - 1988年4月号：『ダイブツくん』：ぼおりゅうりき
- 1987年6月号 - 1989年4月号：『秘伝忍法帳』：シュガー佐藤
- 1987年7月号 - 1989年8月号：『迷惑保安官物語 にくったらシェリフ』：御童カズヒコ
- 1987年7月号 - 1988年6月号：『ガバチョン笑劇場』：二宮博彦
- 1987年9月号 - 1989年8月号：『燃えろ!!プロ野球』（途中から『ばんじゃい!プロ野球』に改題）：はまだよしみ
- 1987年10月号 - 1988年2月号：『ビデオチャレンジャー弾』：湯川淳月（池田淳一）
- 1987年10月号 - 1989年12月号：『天才バカボン』：赤塚不二夫
- 1987年10月号 - 1988年8月号：『のらくろクン』：原作・田河水泡、作画・かぶと虫太郎
- 1987年10月号 - 1989年10月号：『レスラー軍団大抗争!』（途中から『聖戦士ロビンJr』に改題）：おうたごさく
- 1987年11月号 - 1988年4月号：『ホラーボール』：のなかみのる
- 1987年11月号 - 1990年3月号：『おそ松くん』：赤塚不二夫
- 1988年4月号 - 5月号：『機動戦士ガンダム 逆襲のシャア』：村上としや
- 『笑笑キョンシー』：かみやたかひろ
- 1988年5月号 - 1989年3月号：『鎧伝サムライトルーパー』：ほしの竜一
- 1988年12月号 - ?：『スーパーマリオブラザーズ3』：本山一城
- 『魔戦童子 YOROI!』：ほしの竜一
- 1988年12月号 - 1990年4月号：『悪魔くん』：水木しげる
- 1989年1月号 - 1993年11月号：『超戦士ガンダム野郎』：大河原邦男、クラフト団、やまと虹一
- 1989年4月号 - 8月号：『機動戦士ガンダム0080 ポケットの中の戦争』：矢立肇、富野由悠季、池原しげと
- 『レーサーミニ四駆 世界グランプリ』：大崎悌造、池田淳一
- 『スーパーマリオランド』：本山一城
- 1989年6月号 - 8月号：『あっとおどろくジョーダンマン』：やまむろまさき
- 『宙球戦士アブソルト』：もとはしまさひで
- 1989年8月号 - 1993年2月号：『SDガンダム外伝 騎士ガンダム物語 ラクロアの勇者』：ほしの竜一
- 1989年10月号 - 1990年10月号：『聖戦士ロビンJr.』：おうたごさく
- 1989年10月号 - 1991年12月号：『ロックンゲームボーイ』：池原しげと
- 1989年11月号 - 1992年2月号：『元祖温泉ガッパドンバ』：御童カズヒコ
- 『キャッ党忍伝てやんでえ』：はまだよしみ
- 『ファミコン風雲児対ファミ拳リュウ』：池原しげと、ほしの竜一

### 1990年代
- 1990年1月号 - 1990年4月号：『まんが　とんねるずのみなさんのおかげです』：ミスター=ヒロ（かみやたかひろ）
- 1990年1月号 - 1991年10月号：『平成天才バカボン』：赤塚不二夫
- 1990年3月号 - 1990年12月号：『超機甲爆走ロボトライ』：バースデイ、坂本かずみ
- 1990年4月号 - 1991年1月号：『もーれつア太郎』：赤塚不二夫
- 1990年7月号 - 1994年4月号：『ガンドランダー教室』：浜田一紀[8]
- 1990年8月号 - 1991年9月号：『RPG伝説ヘポイ』：小早川薫、神田正宏
- 1990年8月号 - 10月号：『ドクターマリオ』：本山一城
- 1990年9月号 - 1991年1月号：『F1パイロット赤い稲妻ダン』：岩田和久
- 1990年10月号 - 1991年8月号：『大日本プータロー一家』：赤塚不二夫
- 1990年11月号 - 1992年2月号：『スーパーマリオワールド』：本山一城
- 1990年11月号 - 1992年3月号：『鬼太郎国盗り物語』：水木しげる
- 1990年11月号 - 1994年9月号：『OH!MYコンブ』：秋元康、かみやたかひろ
- 1990年11月号 - 1992年11月号：『V8キッド』：もとはしまさひで
- 1991年1月号 - 5月号：『機動戦士ガンダムF91』：矢立肇、富野由悠季、井上大助
- 1991年1月号 - 5月号：『すうふぁみBOY必笑ど〜じょ〜』：佐藤元
- 1991年2月号 - 7月号：『マホマホ!』：おうたごさく
- 1991年2月号 - 1993年4月号：『タマロイド 超Cガンダム』：神矢みのる
- 1991年4月号 - 1998年2月号：『はつらつオロナミン学園』：田森庸介[8]
- 1991年5月号 - 7月号：『超人狼戦記WARWOLF』：ともながあきひろ
- 1991年7月号 - 1992年5月号：『ウッチャンナンチャンのやるならやらねば劇場!ナン魔くん』：水谷謙之介
- 1991年7月号 - 1992年9月号：『ゲンジ通信あげだま』：西東栄一
- 1991年8月号 - 1993年4月号：『がんばれゴエモン』：帯ひろ志
- 1991年9月号 - 1992年6月号：『MR.マサシ』：赤塚不二夫
- 1991年10月号 - 1992年9月号：『丸出だめ夫』：森田拳次、たけばやしテツ
- 『平成学園DC 爆風ドッジ』：森浩美、村上としや
- 『遠山の金ちゃん』：板井れんたろう
- 1991年12月号 - 1993年12月号：『仮面ライダーSD』：あおきけい
- 1991年12月号 - 1992年1月号：『アスミッくんランド』：よしむらひでお
- 1991年12月号 - 1993年3月号：『どすこ〜い!勝五郎』：豚松トン平、柴山みのる
- 1992年1月号 - 5月号：『ロックマン4』：池原しげと
- 1992年3月号 - 5月号：『ヨッシーのたまご』：本山一城
- 1992年4月号 - 8月号：『恐竜アーミーおたすけ隊』：石川賢
- 1992年6月号 - 1993年5月号：『天空の勇者ナン魔クエスト』：水谷謙之介
- 1992年6月号 - 10月号：『ロックマン』：池原しげと
- 1992年8月号 - 1997年7月号：『疾風ウルトラ忍法帖』：御童カズヒコ
- 1992年9月号 - 1993年2月号：『SD三国志』：富田祐弘、おうたごさく
- 1992年10月号 - 1993年7月号：『ノストラじーさんの大予言』：水越かりん
- 1992年10月号 - 1993年8月号：『スーパーマリオカート』：本山一城
- 1992年11月号 - 1993年9月号：『ロックマン5』：池原しげと
- 1992年11月号 - 1993年3月号：『爆風ドッジ2 竜太激闘編』：森浩美、村上としや
- 1993年1月号 - 10月号：『スーパーバーコードウォリアーズ』：原作 大和海人、作画 はやさかゆう
- 1993年2月号 - 8月号：『コズモギャングスワールド コズモポリスアンタッチャ』：はまだよしみ
- 1993年2月号 - 8月号：『コンパチヒーローワールド　ザ・グレイトバトルIII』：ときた洸一
- 1993年3月号 - 9月号：『餓狼伝説』：細井雄二
- 1993年3月号 - 1994年3月号：『SDガンダム外伝 機甲神伝説』：ほしの竜一
- 1993年4月号 - 8月号：『疾風!アイアンリーガー』：友杉達也
- 1993年4月号 - 1994年3月号：『機動戦士Vガンダム』：岩村俊哉
- 1993年5月号 - 1997年3月号：『ウルトラマン超闘士激伝』：瑳川竜、栗原仁
- 1993年6月号 - 1994年8月号：『がんばれゴエモン2 奇天烈将軍マッギネス』：帯ひろ志
- 1993年9月号 - 1994年2月号：『トリフ』：松下進、寺田憲史、計奈恵
- 1993年9月号 - 1995年5月号：『ゲームウルフ隼人』：きのした昭司
- 1993年9月号 - 1997年4月号：『DANDANだんく!』：とだ勝之
- 1993年9月号 - 1994年4月号：『ヨッシーのロードハンティング』：本山一城
- 1993年10月号 - 1995年1月号：『餓狼伝説2』：細井雄二
- 1993年10月号 - 1994年12月号：『ロックマン6』：池原しげと
- 1993年10月号 - 1996年4月号：『ストII 4コマ笑龍拳』：よしむらひでお
- 1993年12月号 - 1994年2月号：『ガイアセイバー』：ときた洸一
- 1994年1月号 - 1998年8月号：『ロックマンX』：岩本佳浩
- 1994年3月号 - 5月号：『ミュータントタートルズ』：みかえるはーと
- 1994年3月号 - 1995年9月号：『戦え!? バトンQ』：あおきけい
- 1994年3月号 - 1995年12月号：『Jキッズ牙』：はやさかゆう
- 1994年4月号 - 1995年1月号：『新SDガンダム外伝 魔龍ゼロの騎士伝』：ほしの竜一
- 1994年4月号 - 1995年4月号：『機動武闘伝Gガンダム』：ときた洸一
- 1994年5月号 - 7月号：『スーパーマリオ ワリオの森』：本山一城
- 1994年6月号 - 11月号：『ミュータントタートルズ3』：みかえるはーと
- 1994年8月号 - 12月号：『スーパーマリオ DONKEY KONG』：本山一城
- 1994年8月号 - 1995年4月号：『4コマ指令 X-MEN』：緒方信
- 1994年8月号 - 1998年4月号：『カッピー』：みながわまさゆき
- 1994年9月号 - 1995年10月号：『がんばれゴエモン3 獅子重禄兵衛のからくり卍固め』：帯ひろ志
- 1994年12月号 - 1998年4月号：『プラモウォーズ』：今木商事
- 1995年1月号 - 2月号：『ロックマンを作った男たち ロックマン誕生伝説』：有賀ヒトシ
- 1995年1月号 - 8月号：『SUPER DONKEY KONG with マリオ』：本山一城
- 1995年2月号 - 5月号：『痛快ロボット活劇バトルスキッパー』：立石良雄、土信田和幸
- 1995年2月号 - 1996年1月号：『新SDガンダム外伝 黄金神話』：ほしの竜一
- 1995年2月号 - 1996年4月号：『がんばれ!ドモンくん』：ときた洸一
- 1995年3月号 - 1996年8月号：『ロックマン7』：池原しげと
- 1995年4月号 - 12月号：『運の王様』：水谷謙之介
- 1995年4月号 - 1998年5月号：『王ドロボウJING』：熊倉裕一
- 1995年5月号 - 1996年2月号：『新武者ガンダム 超機動大将軍』：神田正宏
- 1995年5月号 - 1996年4月号：『新機動戦記ガンダムW』：ときた洸一
- 1995年5月号 - 1996年5月号：『ストリートファイターII V烈伝』：馬場康誌（当時は「馬場康士」名義）
- 1995年5月号 - 1998年3月号：『へろへろくん』：かみやたかひろ
- 1995年6月号 - 12月号：『ミュータントタートルズ95』：緒方信
- 1995年6月号 - 1996年1月号：『餓狼伝説3』：細井雄二
- 1995年9月号 - 1996年6月号：『スーパーマリオ ヨッシーアイランド』：本山一城
- 1995年9月号 - 1998年3月号：『みなさ〜ん!ボンバーマンですヨ!!』：佐藤元
- 1995年11月号 - 1996年11月号：『がんばれゴエモン きらきら道中〜僕がダンサーになった理由〜』：帯ひろ志
- 1995年11月号 - 1996年2月号：『それいけカリポテマン』：かみやたかひろ[8]
- 1996年1月号 - 10月号：『ミュータントタートルズ96』：緒方信
- 1996年1月号 - 8月号：『ぷよぷよ4コマ ぷよよん』：平野豊
- 1996年2月号 - 1997年12月号：『コングルGood』：きむらひろき
- 1996年2月号 - 11月号：『新SDガンダム外伝 鎧闘神戦記』：ほしの竜一
- 1996年2月号 - 1997年1月号：『大貝獣物語　おもシェルワールド』（途中から『ギャグギャグ 大貝獣物語II』に改題）：御童カズヒコ
- 1996年3月号 - 12月号：『超武者ガンダム 武神輝羅鋼』：神田正宏
- 1996年3月号 - 1998年11月号：『おきらく忍伝ハンゾー』：山中あきら
- 1996年5月号 - 1997年2月号：『機動新世紀ガンダムX』：ときた洸一
- 1996年5月号 - 1998年1月号：『がんばれ!ドモンくん ガンダムパーティ』：ときた洸一
- 1996年5月号 - 1998年2月号：『ストゼロ百裂ギャグ』：よしむらひでお
- 1996年6月号 - 8月号：『学校の怪談2』：井上大助
- 1996年7月号 - 1997年2月号：『江戸川探偵組』：神矢みのる
- 1996年7月号 - 1998年9月号：『スーパーマリオ64』：本山一城
- 1996年7月号 - 1998年4月号：『すげすげ凄芸ゴマC学園』：あおきけい[8]
- 1996年11月号 - 1998年4月号、2005年12月号 - 2006年2月号：『海の大陸NOA』：じゅきあきら
- 1996年11月号 - 1997年6月号：『次元探偵ダッチマン』：あおきけい
- 1996年12月号 - 1997年4月号：『がんばれゴエモンふぃ〜ばぁ』：帯ひろ志
- 1996年12月号 - 1997年12月号：『SDガンダム聖伝』：ほしの竜一
- 1997年1月号 - 12月号：『超武者ガンダム 刕覇大将軍』：神田正宏
- 1997年2月号 - 1998年3月号：『ロックマン8』：出月こーじ
- 『ぷよぷよ大行進!』：平野豊
- 1997年5月号 - 8月号：『がんばれゴエモン〜宇宙海賊アコギング〜』：帯ひろ志
- 1997年5月号 - 1998年2月号：『ロックマンMANIAX』：有賀ヒトシ
- 1997年5月号 - 1998年3月号：『新機動戦記ガンダムW G-UNIT』：ときた洸一
- 1997年6月号 - 8月号：『学校の怪談3』：冬凪れく
- 1997年6月号 - 1998年4月号：『デジバスター零』：坂本みのる
- 1997年6月号 - 1999年4月号：『メダロット』：ほるまりん
- 1997年8月号 - 1998年11月号：『ウルトラ忍法帖寿』：御童カズヒコ
- 1997年9月号 - 1998年9月号：『がんばれゴエモン〜ネオ桃山幕府のおどり〜』：帯ひろ志
- 1997年9月号 - 2001年12月号：『サイボーグクロちゃん』：横内なおき
- 1997年10月号 - 1998年10月号：『ぼちぼちたまごっち』：きむらひろき
- 1997年11月号 - 1998年6月号：『パロディギャグ競作 スーパーロボット大戦F』：冬凪れく、渡辺ヒデユキ、よしむらひでお、面仮銀
- 1997年11月号 - 2007年12月号：『SDガンダムくろにくる くるくる劇場』（途中から『SDガンダムくろにくる』→『SDガンダムフルカラー劇場』に改題）：あずま勇輝[9]※休刊後、テレビマガジン増刊「テレまんがヒーローズ」に移籍。
- 1998年1月号 - 12月号：『超武者ガンダム 天星七人衆』：神田正宏
- 1998年2月号 - 7月号：『SDガンダム列伝 ガンダム騎士団パワーズ』：ほしの竜一
- 1998年2月号 - 5月号：『アニメがんばれゴエモン』：こーた
- 1998年3月号 - 6月号：『スーパーロボット大戦F リアルストーリー』：おーくらやすひろ
- 1998年3月号 - 7月号：『ザ・キングオブファイターズ京』：夏元雅人
- 1998年3月号 - 2003年3月号：『新人まんが大賞 募集まんが!』：熊沢智道[8]
- 1998年4月号 - 8月号：『新機動戦記ガンダムW Endless Waltz』：ときた洸一
- 1998年4月号 - 9月号：『ポケットファイター』：吉村秀雄
- 1998年4月号 - 1999年1月号：『ロックマン&フォルテ』：出月こーじ
- 1998年5月号 - 10月号：『超凄芸ゴマC学園 バトルトップ』：あおきけい
- 1998年5月号 - 2002年8月号：『特上へろへろくん』：かみやたかひろ
- 1998年7月号 - 1999年2月号：『ビーストウォーズII』：今木商事
- 1998年7月号 - 1999年9月号：『メダロッターりんたろう』：藤岡建機
- 1998年8月号 - 2001年12月号：『召喚王レクス』：原裕朗/公弥杏捺
- 1998年8月号 - 2003年3月号：『ロボットポンコッツシリーズ』：タモリはタル
- 1998年9月号 - 1999年5月号：『ゲームソフトをつくろう』：こーた
- 1998年10月号 - 1999年2月号：『機動戦士ガンダム 逆襲のシャア』：ときた洸一
- 1998年10月号 - 1999年12月号：『小さな巨人ミクロマン』：松本久志
- 1998年10月号 - 2000年5月号：『ガンプラ甲子園』：帯ひろ志
- 1998年11月号 - 1999年5月号：『闘神デビルマン』：岩本佳浩
- 1998年11月号 - 1999年5月号：『ボンバーマン バクレツ学校大戦争』：カイマコト
- 1998年11月号 - 1999年7月号：『写ゲキBOYシュート』：一式まさと
- 1998年12月号 - 1999年5月号：『時空探偵ゲンシクン 進め!ジクモン探偵団 』：山中あきら
- 1998年12月号 - 1999年11月号：『ゲキタマン』：あおきけい
- 1998年12月号 - 2001年3月号：『ウルトラ忍法帖超』：御童カズヒコ
- 1999年1月号 - 12月号：『超武者ガンダム ムシャ戦記 光の変幻編』：神田正宏
- 1999年2月号 - 7月号：『がんばれゴエモン 危機一髪ハラハラてんこ盛り道中記』：山藤ひろみ
- 1999年3月号 - 10月号：『ビーストウォーズネオ』：今木商事
- 1999年4月号 - 9月号：『パワーストーン』：出月こーじ
- 1999年5月号 - 2000年4月号：『∀ガンダム』：ときた洸一
- 1999年5月号 - 2000年10月号：『超ガンプラテクニック講座』：まつどひろゆき
- 1999年5月号 - 2000年6月号：『メダロット2』：ほるまりん
- 1999年6月号 - 2000年2月号：『ぐるぐるガラクターズ』：熊沢ユキオ
- 1999年6月号 - 2000年6月号：『機天烈少年's』：きむらひろき
- 1999年6月号 - 2000年7月号：『激釣人ランカれボーズ』：はやさかゆう
- 1999年7月号 - 2003年9月号：『ニセモン』（途中から『じゃがいもん』に改題）：山中あきら
- 1999年9月号 - 2000年2月号：『バカ殿様でございます』：カイマコト
- 1999年10月号 - 12月号：『BB戦士暴れん坊大将軍』：あおきけい
- 1999年10月号 - 2000年1月号：『サンライズ英雄大戦』：神矢みのる
- 1999年10月号 - 2000年10月号：『格闘料理伝説ビストロレシピ』：津島直人
- 1999年10月号 - 2000年7月号：『メダロッターりんたろう! メダロットR』：藤岡建機
- 1999年11月号 - 2000年4月号：『レレレの天才バカボン』：赤塚不二夫
- 1999年11月号 - 2000年4月号：『ごぞんじ!月光仮面くん』：御童カズヒコ
- 1999年11月号 - 2000年4月号：『ビーストウォーズメタルス』：今木商事
- 1999年11月号 - 2001年8月号：『ハダカ侍』：サダタロー
- 1999年12月号 - 2000年2月号：『ザ・グレイトバトルPOCKET』：おーくらやすひろ

### 2000年代
- 2000年1月号 - 8月号：『SDガンダム ムシャジェネレーション』：神田正宏
- 2000年2月号 - 9月号：『マシュランボー』：岩本佳浩、原作：東堂いづみ
- 2000年2月号 - 7月号：『ミクロマン レッドパワーズ』：松本久志
- 2000年3月号 - 11月号：『アニマスター』：御茶まちこ
- 2000年3月号 - 2001年7月号：『携帯電獣テレファング』：樹野こずえ
- 2000年5月号 - 2001年3月号：『新世紀ロボ ヴァーズX』：あおきけい
- 2000年6月号 - 2001年6月号：『仰天人間バトシーラー』：立迫文明
- 2000年7月号 - 2001年2月号：『戦う男 ウォーウォータンクス』：一式まさと
- 2000年7月号 - 2001年2月号：『メダロット3』：ほるまりん
- 2000年8月号 - 2001年6月号：『男!度胸 メダカードファイターズ』：舵真秀斗
- 2000年8月号 - 2001年10月号：『クロスハンター』：カイマコト
- 2000年8月号 - 2002年9月号：『真・女神転生デビルチルドレン』：藤異秀明
- 2000年9月号 - 2002年7月号：『SDガンダム英雄伝』：ときた洸一
- 2000年10月号 - 2001年7月号：『GEAR戦士電童』：今木商事
- 2000年11月号 - 2001年4月号：『鉄甲機ミカヅキ』：津島直人
- 2000年11月号 - 2001年12月号：『超ガンプラ格闘術』：まつどひろゆき
- 2001年1月号 - 2003年4月号：『ど〜んとドラゴン・キッドくん』：松下幸志
- 2001年3月号 - 2002年2月号：『ゴーゴー五つ子ら・ん・ど』：はやさかゆう
- 2001年3月号 - 2002年3月号：『モバイルレーサー 疾走れ、流星!!：岩本佳浩
- 2001年4月号 - 11月号：『メダロット4』：ほるまりん
- 2001年5月号 - 2002年2月号：『ネットワーク冒険記 バグサイト』：島尻こうたろう
- 2001年5月号 - 2002年6月号：『電光石火ニトロ』：御童カズヒコ
- 2001年7月号 - 12月号：『メダロット・navi』：藤岡建機
- 2001年7月号 - 2002年1月号：『ドカポンQ モンスターハンター』：坂野カヲリ
- 2001年7月号 - 2002年4月号：『仰天人間バトシーラー ガッツとオルカの冒険伝説』：舵真秀斗
- 2001年7月号 - 2002年5月号：『SD頑駄無 武者○伝』：一式まさと
- 2001年7月号 - 2002年9月号：『幻想世界英雄烈伝 フェアプレイズ』：岡田芽武（原作）、てんま乱丸
- 2001年9月号 - 2002年2月号：『新ハダカ侍』：サダタロー
- 2001年10月号 - 2003年1月号：『激闘!クラッシュギアTURBO』：松本久志
- 2001年12月号 - 2003年8月号：『ゴエモン 新世代襲名!』：津島直人
- 2001年12月号 - 2002年6月号：『メダロット5』：ほるまりん
- 2001年12月号 - 2002年10月号：『スーパードッグ ブレンダーブロス』：出月こーじ
- 2002年1月号 - 2003年12月号：『武っちゃ ムチャ○伝』：あおきけい&みかまる
- 2002年1月号 - 9月号：『グランボ』：竹山ゆたろう
- 2002年1月号 - 2003年5月号：『閃光シュート!モロキューくん』：サダタロー
- 2002年2月号 - 2003年3月号：『カードファイトVマスター』：きむら繁
- 2002年2月号 - 7月号：『携帯電獣テレファング2』：零願雷蔵
- 2002年3月号 - 2003年5月号：『ウッディケーン』：横内なおき
- 2002年3月号 - 2003年4月号：『ムゲンボーグ』：おだひびき
- 2002年4月号 - 6月号：『モンスターズ・インク』：山瀬ひろみ
- 2002年5月号 - 2003年3月号：『SD頑駄無 武者○伝2』：一式まさと
- 2002年6月号 - 2007年5月号：『プルーの犬日記』：真島ヒロ
- 2002年7月号 - 2003年9月号：『マジャイネーション』：渡辺格
- 2002年7月号 - 2003年3月号：『ロボットポンコッツ豪』：タモリはタル
- 2002年7月号 - 2005年12月号：『ウルトラ忍法帖 輝』：御童カズヒコ
- 2002年8月号 - 2003年7月号：『メダロットG』：ほるまりん
- 2002年9月号 - 2004年8月号：『剣豪伝ルーレットバトラー』：前川たけし
- 2002年9月号 - 2007年1月号：『へろへろくん めっちゃワールド』：かみやたかひろ
- 2002年10月号 - 2003年11月号：『アソボット戦記五九 ゴー!ゴー!五九盗賊団』：今木商事、原作：有森丈時、葵ろむ、企画協力：エイベックス
- 2002年10月号 - 11月号：『リトルバスターQ』：とだ勝之
- 2002年10月号 - 2003年6月号：『ミスタードリラー』：星和弥
- 2002年11月号 - 2004年3月号：『真・女神転生 デビルチルドレン ライト&ダーク』：藤異秀明
- 2002年11月号 - 2003年6月号：『スペースフィッシャーメン』：西村としお
- 2002年12月号 - 2005年4月号：『メトロイド サムス&ジョイ』：出月こーじ
- 2002年12月号 - 2005年12月号：『サイボーグクロちゃん番外バトル』：内田じゅんた
- 2003年1月号 - 2006年12月号：『天才バカボン』：赤塚不二夫
- 2003年1月号 - 2007年12月号：『ドクターマリオくん』：あおきけい&みかまる
- 2003年1月号 - 11月号：『一問必答 怪人ドクヒゲ』：今木商事
- 2003年2月号 - 2004年3月号：『クラッシュギアNitro』：松本久志
- 2003年2月号 - 2005年4月号：『メカ沢くん』：ダイナミック太郎
- 2003年4月号 - 2004年7月号：『サプリビンダーズ』：寺沢大介
- 2003年4月号 - 2004年11月号：『Qロボ トランスフォーマー』：今木商事
- 2003年4月号 - 2004年3月号：『不思議あたま動物ウニくん』：くまざわともみち
- 2003年4月号 - 2004年5月号：『SD頑駄無 武者○伝III』：一式まさと
- 2003年4月号 - 2004年2月号：『無限戦記ポトリス』：タモリはタル
- 2003年5月号 - 2004年3月号：『ワンダーベビルくん』：石ノ森章太郎（原作）、山中あきら
- 2003年6月号 - 2006年3月号：『マジシャン探偵A』：石垣ゆうき
- 2003年8月号 - 2005年5月号：『おばけへそ町ぽんコチさん』：吉本笑子
- 2003年10月号 - 2004年1月号：『科学特捜BBR』：きむら繁
- 2003年10月号 - 2004年9月号：『ガッツキャットニャロメ!』：吉勝太
- 2003年11月号 - 2005年12月号：『愛とグルメの栄養戦士 LaLaLaクッキンガー』：松下幸志
- 2003年12月号 - 2005年4月号：『太鼓の達人』：おおのじゅんじ
- 2004年1月号 - 2005年8月号：『SDガンダムフォース』：あおきけい&みかまる
- 2004年1月号 - 2005年10月号：『棋神伝バトルコマンダー』：津島直人
- 2004年3月号 - 2005年12月号：『やわらか忍法SOS』：帯ひろ志
- 2004年4月号 - 8月号：『SDガンダムフォース外伝』：細井雄二
- 2004年4月号 - 2005年2月号：『バーチャファイター サイバージェネレーション』：松本久志
- 2004年4月号 - 2006年10月号：『IDATEN翔』：藤原としひろ
- 2004年4月号 - 12月号：『爆進!スイッチレイダー』：渡辺格
- 2004年6月号 - 2005年12月号：『ゲゲゲの鬼太郎R 妖怪千物語』：水木しげる（原作）、ほしの竜一
- 2004年6月号 - 2005年11月号：『武者列伝 武化舞可編』：一式まさと
- 2004年7月号 - 2005年6月号：『ラクガキ王国 ピクセルの大冒険!!』：コイトデルタ
- 2004年9月号 - 2006年8月号、2007年1月号 - 12月号：『とびだせ!!ターパン』：やまにのぼる（2006年12月号で再開を発表）
- 2004年9月号 - 2005年11月号：『スパイダーマンJ』：山中あきら
- 2004年10月号 - 2005年8月号：『夕焼け!!イヌ番長』：サダタロー
- 2004年11月号 - 2006年1月号：『機動戦士ガンダムSEED DESTINY』：高山瑞穂
- 2005年1月号 - 2007年2月号：『UMA大戦 ククルとナギ』：藤異秀明
- 2005年1月号 - 9月号：『怪盗スライクーパー』：今木商事
- 2005年2月号 - 10月号：『トランスフォーマー ギャラクシーフォース』：岩本佳浩
- 2005年7月号 - 2006年1月号：『メトロイドプライム』：松本久志
- 2005年10月号 - 2006年6月号：『機械惑星ガラクタニア』：立花未来王とダイナミックプロ
- 2005年11月号 - 2007年12月号：『デルトラ・クエスト』 原作：エミリー・ロッダ、作画：にわのまこと※休刊後、テレビマガジン増刊「テレまんがヒーローズ」に移籍。
- 2006年1月号 - 3月号、2007年6月号 - 9月号：『MONSTER SOUL』：真島ヒロ
- 2006年1月号 - 2007年7月号：『武者番長風雲録』：一式まさと
- 2006年1月号 - 11月号：『Doする!?パラダイス』：玉越博幸
- 2006年1月号 - 2007年1月号：『ゴンちゃん』：田中政志
- 2006年1月号 - 2007年12月号：『おジャ魔神 山田くん!!』：ダイナミック太郎
- 2006年2月号 - 2007年8月号：『恐竜世紀ダイナクロア』：宇野比呂士
- 2006年3月号 - 7月号：『B.B.D』：御童カズヒコ
- 2006年4月号 - 12月号：『ボッチボン』：わたせせいぞう
- 2006年4月号 - 2007年12月号：『天使のフライパン』：小川悦司
- 2006年4月号 - 10月号：『スパイダーライダーズ 〜オラクルの勇者たち〜』原作：クッキー・ジャー、脚本：黒田洋介、作画：岩本佳浩
- 2006年5月号 - 2007年8月号：『ゴキちゃん』：須賀原洋行
- 2006年6月号 - 2007年1月号：『ボクのシアワセ』：前川つかさ
- 2006年6月号 - 2007年8月号：『ガブリン』：小林まこと
- 2006年6月号 - 2007年12月号：『ろぼおっ!』：小田太郎
- 2006年7月号 - 2007年11月号：『海の大陸NOA+』：じゅきあきら・T・ ※『MiChao!』に移籍
- 2006年8月号 - 2007年11月号：『化け猫あんずちゃん』：いましろたかし
- 2006年8月号 - 2007年12月号：『突撃チキン!』：坂本憲司郎
- 2006年9月号 - 2007年9月号：『ジェントルさん』：山路シャイ
- 2006年11月号 - 2007年9月号：『しあわせの星 ハガル』：山下てつお
- 2006年11月号 - 2007年11月号：『ネギま!?neo』 原作：赤松健、作画：藤真拓哉※休刊後、『マガジンSPECIAL』に移籍。
- 2006年11月号 - 2007年12月号：『機動戦士ガンダムALIVE』 シナリオ構成：皆川ゆか、作画：高山瑞穂※休刊後、テレビマガジン増刊『テレまんがヒーローズ』に移籍。
- 2006年12月号 - 2007年12月号：『ホタルナ妖』：松本零士
- 2007年2月号 - 12月号：『友まっしぐら』 原作：七三太朗、漫画：飛永宏之※2007年2月号より連載開始。
- 2007年4月号 - 12月号：『ゲゲゲの鬼太郎 妖怪千物語』：水木しげる（原作）、ほしの竜一※休刊後、テレビマガジン増刊「テレまんがヒーローズ」に移籍。
- 2007年5月号 - 12月号：『小鐵伝!!』：岩本ゆきお
- 2007年7月号 - 12月号：『SDガンダム三国伝』：ときた洸一

### コミックボンボンの読みきり作品
- 1981年11月号 『ボロ猫ボロ』：石川球太
- 1981年11月号 『ロリーポップ』：ミスターどおなっつ
- 1981年11月号 『ゴロにゃん』：石川球太
- 1982年2月号 『パニックベストテン』：沢田ユキオ
- 1982年2月号、1982年5月号 『アイあいロック』：高島しげる
- 1982年9月号、1982年11月号 『かいけつカッコマン』：細井雄二
- 1982年10月号 『SOS!カラフルマン』：ごとうかずお
- 1982年11月号 『ヒットくん』：えびはら武司
- 1982年12月号 『ドッジボーイとび太』：高島しげる
- 1983年2月号 『わが青春のアルカディア 無限軌道SSX』：原作・松本零士、作画・のなかみのる
- 1984年9月号 『闇に浮かぶ手』：石原しゅん
- 1984年10月号 『血を吸うマンション』：原作・安井尚志、作画・近藤和久
- 1985年2月号 『ひょうきんまんがスペシャル』：やまと虹一、山口博史、佐藤元、坂本しゅうじ、他
- 1985年11月号（前編）、1985年12月号（後編） 『熱風の拳』（読みきり版）：上田久治
- 1986年2月号 『オニマル先生』：暴竜力
- 1986年2月号（前編）、1986年3月号（後編） 『闘魂野球軍』：しもさか保
- 1986年4月号（前編）、1986年5月号（後編） 『合体ポリス ユニオン』：川三番地
- 1986年5月号（前編）、1986年6月号（後編） 『死に神カムルチー』：原作・田水一郎、作画・出井州忍
- 1986年6月号 『ファミコンハウツーまんが ゲゲゲの鬼太郎 妖怪大魔境』：みやぞえ郁雄
- 1986年7月号 『ファミコンハウツーまんが 魔界村』：みやぞえ郁雄
- 1986年7月号 『ファミコン殺人事件』：細井雄二 ※読者参加企画あり
- 1986年8月号 『ファミコンハウツーまんが スーパーマリオブラザーズ2』：みやぞえ郁雄
- 1986年8月号 『6年おじさん組だぞ!』（読みきり版）：ぼおりゅうりき（暴竜力）
- 1986年9月号 『ファミコンハウツーまんが がんばれゴエモン!からくり道中』：みやぞえ郁雄
- 1986年11月号 『ファミコンハウツーまんが スーパースターフォース』：みやぞえ郁雄
- 1986年12月号 『ファミコンハウツーまんが トランスフォーマー コンボイの謎』：みやぞえ郁雄
- 1987年6月号 『さんまの名探偵』：二宮博彦
- 1995年1月号 『ヴァンパイアくん〜とゆかいな仲間たち〜』：ともながあきひろ

### コミックボンボンの過去の主な掲載作品（漫画家別）
- 池原しげと - 聖戦士ダンバイン、重戦機エルガイム、ファミコン風雲児、ロックマンシリーズ
- 一式まさと - 写ゲキBOYシュート、戦う男 ウォーウォータンクス、武者○伝シリーズ
- 出月こーじ- ロックマン8、ロックマン&フォルテ
- 今木商事 - プラモウォーズ、ビーストウォーズII、ビーストウォーズネオ、ビーストウォーズメタルス、GEAR戦士電童、アソボット戦記五九 ゴー!ゴー!五九盗賊団
- 岩本佳浩 - ロックマンX シリーズ、闘神デビルマン、マシュランボー、スパイダーライダーズ 〜オラクルの勇者たち〜
- おうたごさく - レスラー軍団大抗争!、聖戦士ロビンJr.
- カイマコト - ボンバーマン学校大戦争、バカ殿さまでございます、クロスハンター
- かぶと虫太郎 - ベムベムハンターこてんぐテン丸
- きのした昭司 - ゲームウルフ隼人
- 本山一城 - ジュン、スーパーマリオシリーズ
- 帯ひろ志 - がんばれゴエモンシリーズ、ガンプラ甲子園
- 神田正宏 - 武者ガンダムシリーズ
- きむらひろき - コングルGood、まるごとまんがでたまごっち、機天烈少年'S
- クラフト団、やまと虹一 - プラモ狂四郎、超戦士ガンダム野郎
- サダタロー - ハダカ侍、閃光シュート!モロキューくん、夕焼け!!イヌ番長
- 熊倉裕一 - 王ドロボウJING
- 柴山みのる - やっぱ!アホーガンよ、どすこ〜い!勝五郎
- 神保史郎、のなかみのる - ラジコンキッド
- すみだひろゆき - 甲竜伝説ヴィルガスト
- タモリはタル - ロボットポンコッツシリーズ、無限戦記ポトリス
- ときた洸一 - 機動武闘伝Gガンダム、がんばれ!ドモンくん ガンダムパーティ、新機動戦記ガンダムW、機動新世紀ガンダムX、新機動戦記ガンダムW デュアルストーリー G-UNIT、新機動戦記ガンダムW Endless Waltz、機動戦士ガンダム 逆襲のシャア、∀ガンダム、SDガンダム英雄伝
- とだ勝之 - DANDANだんく!
- 馬場康士 - ストリートファイターII V烈伝
- はまだよしみ、永井豪 - スープーマン
- はやさかゆう - スーパーバーコードウォリアーズ、Jキッズ牙、ゴーゴー五つ子ら・ん・ど
- 藤岡建機 - メダロッターりんたろう、メダロット・ナビ
- ほしの竜一 - ファミ拳リュウ、騎士ガンダム物語シリーズ
- 細井雄二 - 餓狼伝説シリーズ
- ほるまりん - メダロットシリーズ
- 御童カズヒコ - ウルトラ忍法帖シリーズ、大貝獣物語、ごぞんじ!月光仮面くん
- 山口博史 - おれのサーキット
- 瑳川竜、栗原仁 - ウルトラマン超闘士激伝
- 山中あきら - おきらく忍伝ハンゾー、ニセモン→じゃがいもん、スパイダーマンJ
- 横内なおき - サイボーグクロちゃん、ウッディケーン
- 原裕朗/公弥杏捺 - 召喚王レクス
- 冬凪れく - パロディギャグ競作 スーパーロボット大戦F、学校の怪談3

## 企業との提携

### タイアップ
ホビー
バンダイ
- ガンダムシリーズ、SDガンダム
- 超機甲爆走ロボトライ
- ハイパーレーサー4WD
- ウェブグランプリ バクシード
- 甲竜伝説ヴィルガスト
- スーパーバーコードウォーズ（バンダイ版バーコードバトラー。ボンボンはSDガンダム関連のみ）
- クラッシュギア
- 疾風!アイアンリーガー
- 棋神伝バトルコマンダー

タカラトミー（トミー、タカラ）
- トランスフォーマー
- ミクロマン・マグネパワーズ
- すげゴマ（ベイブレードの前身にあたる）
- ロボレス戦士 コンボット
- 戦う男のウォーウォータンクス
- バトルスキッパー
- 韋駄天翔
- サプリビンダーズ

その他
- 大貝獣物語 THE MIRACLE OF THE ZONE（MOZ）
- ミラクルVマスター
- 仰天人間バトシーラー
- レスラー軍団シール（ベルフーズのガムラツイストとラーメンばあのおまけ）
- 秘伝忍法帳
- マジャイネーション
- ダイノキングバトル

ゲーム
- ガンダム、SDガンダム関連ゲーム
- コンパチヒーローシリーズ
- ワンダースワン
- ハロボッツ
- ロボットポンコッツ
- メダロット
- 携帯電獣テレファング
- ストリートファイターシリーズ（ストリートファイターII、ポケットファイター）
- SNK対戦格闘ゲーム（餓狼伝説、サムライスピリッツ）
- マリオシリーズ（スーパーマリオブラザーズ、Dr.マリオ）
- メトロイドシリーズ
- ロックマンシリーズ（ロックマン、ロックマンX）
- がんばれゴエモンシリーズ
- 大貝獣物語
- 真・女神転生 デビルチルドレン
- バーチャファイター サイバージェネレーション
- クロスハンター
- グランボ

### メディアミックス
- サイボーグクロちゃん
- へろへろくん
- ドテラマン
- キャッ党忍伝てやんでえ
- のらくろクン
- 平成天才バカボン
- レレレの天才バカボン
- おそ松くん（アニメ第2作）
- もーれつア太郎（アニメ第2作）
- ゲゲゲの鬼太郎（アニメ第3作）
- ゲゲゲの鬼太郎（アニメ第4作）
- ゲゲゲの鬼太郎（アニメ第5作）
- 悪魔くん
- マシュランボー
- ベムベムハンターこてんぐテン丸
- RPG伝説ヘポイ
- ゲンジ通信あげだま
- デルトラ・クエスト

## マスコットキャラクターと読者コーナー
ボン太
爆弾をモチーフにしたキャラクター。
Bゴン
水谷謙之助がデザインした王冠をかぶった恐竜（1994年より使用）。名前は一般公募による。AゴンやHゴンなどアルファベットの数だけ親戚がいる。
おれたちBOM2（ボンボン）団（第1期）
カット担当はともながあきひろ。
おれたちBOM2団ターボ　
1994年〜1996年3月号、以降BOM2団第2期まで水谷謙之助（のち水谷謙太）がカットを担当。
それってBOMテレ？　
1996年3月号〜1998年6月号
おれたちBOM2団（第2期）
1998年7月号〜
ボンボンチャンネル　
2005年11月号〜

## 未収録作品（最終話未収録含む）
並び順は、作者の名簿順。

### 最終話（または一部）未収録
- 仮面ライダーSD マイティライダーズ（あおきけい） - 完全版で収録された。
- ロックマンMANIAX（有賀ヒトシ） - エンターブレイン版「ロックマンMEGAMIX」に一部収録され、2011年の単行本で全話収録された。
- ロックマン8、ロックマン&フォルテ（出月こーじ）
- ロックマンX4（岩本佳浩） - 復刊版で収録とページ増加がされている。
- トランスフォーマー ギャラクシーフォース（岩本佳浩） - 第7話から最終話である第9話は未収録。
- ムゲンボーグ（おだひびき） - 本誌連載は「これから最終決戦」という所で終わっており、「単行本3巻で真の最終回を書き下ろす」と書かれたが、結局3巻は出なかった。
- ベムベムハンターこてんぐテン丸（かぶと虫太郎）
- ニンジャじゃ阿仁丸（神矢みのる）
- たまごっち関連（きむらひろき他）
- ウルトラマン超闘士激伝（瑳川竜、栗原仁） - 復刊版で収録された。
- みなさ〜ん!ボンバーマンですヨ!!（佐藤元）
- スーパーマリオシリーズ（本山一城） - 作者のホームページで発売されているDVD-Rでは収録されている。
- 秘伝忍法帳（シュガー佐藤）
- メカ沢くん（ダイナミック太郎） - 1巻発売後まもなく最終回を迎えた。
- ロボットポンコッツ豪（タモリはタル） - 完全版で収録された。
- がんばれドモンくんシリーズ（ときた洸一）
- Jキッズ牙（はやさかゆう）
- プルーの犬日記（真島ヒロ） - 正確には1巻 - 3巻（以下続刊）とされているが、3巻発売後に58 - 60話の3話で終了した。
- ウルトラ忍法帖シリーズ（御堂カズヒコ）
- 元祖! SDガンダム（横井孝二）

### 未単行本化作品
- 次元探偵ダッチマン、新世紀ロボ ヴァーズX（あおきけい）
- 戦え!? バトンQ（あおきけい） - 2011年に「復刊ドットコム」で単行本化。
- ドクターマリオくん（あおきけい&みかまる）
- ほとんど!セーラ（原作・石川賢、作画・考幸）
- スーパードッグ ブレンダーブロス、メトロイド EX（出月こーじ）
- 戦う男 ウォーウォータンクス（一式まさと）
- 一問必答 怪人ドクヒゲ、怪盗スライクーパー、GEAR戦士電童（今木商事）
- ビーストウォーズメタルス（今木商事） - 2015年に電子書籍化、2016年に「復刊ドットコム」で単行本化。
- モバイルレーサー 疾走れ、流星!!（岩本佳浩）
- 闘神デビルマン（岩本佳浩） - 2017年に「復刊ドットコム」で単行本化。
- ザ・グレイトバトルPOCKET（おーくらやすひろ）
- アニマスター（御茶まちこ）
- クロスハンター（カイマコト）
- ジュン（風薫/本山一城） - 本山一城のホームページから発売されているDVD-Rでは収録されている。
- ハロボッツ、乱歩ワールド江戸川探偵組（神矢みのる）
- SDガンダム ムシャジェネレーション（神田正宏） - 2017年に「復活ボンボンシリーズ」で単行本化。
- 科学特捜BBR（きむら繁）
- 機天烈少年'S（きむらひろき）
- 不思議あたま動物ウニくん（くまざわともみち）
- ぐるぐるガラクターズ（熊沢ユキオ）
- ドカポンQ モンスターハンター（坂野カヲリ）
- 超機甲爆走ロボトライ（坂本かずみ）
- 新ハダカ侍（サダタロー）
- どすこ〜い!勝五郎（柴山みのる）
- ネットワーク冒険記 バグサイト（島尻こうたろう）
- グランボ（竹山ゆたろう）
- 機械惑星ガラクタニア（立花未来王とダイナミックプロ）
- ゴンちゃん（田中政志）
- 無限戦記ポトリス（タモリはタル）
- 鉄甲機ミカヅキ（津島直人）
- リトルバスターQ（とだ勝之）
- ザ・キング・オブ・ファイターズ京（夏元雅人） - 増刊号に掲載された話は同タイトルの覇王コミックスに掲載。
- スペースフィッシャーメン（西村としお）
- ゴーゴー五つ子ら・ん・ど、ランかれボーズ（はやさかゆう）
- ミスタードリラー（星和弥）
- SDガンダム列伝 ガンダム騎士団（ほしの竜一） - 2017年に「復活ボンボンシリーズ」で単行本化。
- ボクのシアワセ（前川つかさ）
- バーチャファイター サイバージェネレーション、メトロイドプライム（松本久志）
- ミクロマン レッドパワーズ（松本久志） - 2023年に「復刊ドットコム」で単行本化。
- ごぞんじ!月光仮面くん（御童カズヒコ）
- 電光石火ニトロ（御童カズヒコ） - 2015年に電子書籍化。
- B.B.D（御童カズヒコ） - 2016年に電子書籍化。
- ジェントルさん（山路シャイ）
- ワンダーベビルくん（山中あきら/石ノ森章太郎）
- ガッツキャットニャロメ!（吉勝太） - 2011年に電子書籍化。
- 携帯電獣テレファング2（零願雷蔵）
- 爆進!スイッチレイダー（渡辺格）
- スーパーロボット大戦F関連の漫画全般 - 増刊号の読みきり含む。

## 発行部数
- 1988年　30万部
- 1989年　50万部
- 1990年　63万部
- 1991年　62万部
- 1992年　60万部
- 1993年　50万部
- 1994年　47万部
- 1995年　48万部
- 1996年　45万部
- 1997年　33万部
- 1998年　30万部
- 1999年　32万部
- 2000年　30万部
- 2003年　22万部
- 2004年（2003年9月 - 2004年8月） 186,666部[10]
- 2005年（2004年9月 - 2005年8月） 136,417部[10]
- 2006年（2005年9月 - 2006年8月） 98,000部[10]

## 増刊関係
- スーパーボンボン - 隔月刊。1987年（昭和62年）5月号から1988年（昭和63年）7月号の計8刊。
- デラックスボンボン
- コミックボンボン増刊号
- アブラカダブラ
- ガンダムマガジン
- 月刊少年ライバル

## 関連企業
- サンライズ（現：バンダイナムコフィルムワークス） - ガンダム関連 ほか
- バンダイホビー事業部（ホビー事業は現在BANDAI SPIRITSが担当） - ガンプラ、BB戦士、バクシード ほか
- バンプレスト（現：バンダイナムコエンターテインメント） - スーパーロボット大戦 ほか
- タカラトミー（旧タカラ） - 韋駄天翔、トランスフォーマー、ミクロマン ほか
- イマジニア - メダロット
- アトラス - 真・女神転生デビルチルドレン
- タイトー - ラクガキ王国 ほか
- 任天堂 - メトロイド、スーパーマリオ ほか
- 天田印刷加工（エンスカイ） - 大貝獣物語MOZ、Vマスター ほか
- コナミ - がんばれゴエモン、ネギま関連 ほか
- ハドソン - ロボットポンコッツ
- カプコン - ロックマン、ロックマンX、グランボ ほか
- セガ - サクラ大戦、バーチャファイター、三国志大戦 ほか
- TBSテレビ
- NHK教育テレビ - 当時放送された『天才てれびくんワイド』内において、テレビアニメ『へろへろくん』が放送された。雑誌内では、この番宣を兼ねた作品が取り上げられている。
- テレビ朝日 - 当時放送された『マシュランボー』では、この番宣を兼ねた作品が取り上げられている。
- ぴえろ - 『おそ松くん』、『平成天才バカボン』のアニメ制作元。
- 東映アニメーション - 『マシュランボー』、『ベムベムハンターこてんぐテン丸』、『悪魔くん』、『ゲゲゲの鬼太郎』シリーズのアニメ制作元。
- 日本アドシステムズ（NAS） - 『トランスフォーマー』シリーズ、『RPG伝説ヘポイ』などのアニメ制作元。